# NGC 2030
NGC 2030 је емисиона маглина у сазвежђу Златна риба која се налази на NGC листи објеката дубоког неба.
Деклинација објекта је - 67° 33' 18" а ректасцензија 5h 35m 0,0s. Привидна величина (магнитуда) објекта NGC 2030 износи 12,9.